# A Corrida Milionária
The Amazing Race: A Corrida Milionária foi um reality show brasileiro, versão nacional de The Amazing Race. A premissa do programa era dar uma volta ao mundo ou pelo Brasil, com o prêmio de 500 mil reais. O programa foi produzido pela Hispaniola Produções e Buena Vista International Television, uma empresa do grupo Disney. Exibido pela RedeTV! de 13 de outubro de 2007 a 5 de janeiro de 2008 em 13 episódios, com apresentação de Rony Curvelo, foi reprisado pela CNT.

## Primeira temporada
- A primeira temporada apresentou uma corrida pelo Brasil, com uma passagem pelo Chile no final da corrida.
- Em 5 de janeiro de 2008, a primeira temporada chegou à reta final. A dupla Patrícia e Sane sagrou-se campeã e faturou 500 mil reais.[5]

## Resultados
Os seguintes times participaram da corrida, com seus relacionamentos na época das filmagens. Colocações estão listadas em ordem de chegada:
| Time               | Relacionamento | Posição (por trecho) | Posição (por trecho) | Posição (por trecho) | Posição (por trecho) | Posição (por trecho) | Posição (por trecho) | Posição (por trecho) | Posição (por trecho) | Posição (por trecho) | Posição (por trecho) | Posição (por trecho) | Posição (por trecho) | Posição (por trecho) | Obstáculos realizados¹ |
| Time               | Relacionamento | 1                    | 2                    | 3<>                  | 4                    | 5                    | 6                    | 7<>                  | 8                    | 9<>                  | 10                   | 11                   | 12                   | 13                   | Obstáculos realizados¹ |
| ------------------ | -------------- | -------------------- | -------------------- | -------------------- | -------------------- | -------------------- | -------------------- | -------------------- | -------------------- | -------------------- | -------------------- | -------------------- | -------------------- | -------------------- | ---------------------- |
| Patrícia & Sane    | Amigas         | 3º                   | 4º                   | 2º                   | 5º                   | 4º²                  | 3º                   | 5º                   | 3º                   | 4º                   | 3º                   | 1º                   | 2º                   | 1º                   | Patrícia 6, Sane 6     |
| Jonatas & Rafael   | Amigos         | 2º                   | 1º                   | 9º                   | 1º                   | 2º                   | 2º                   | 4º                   | 2º                   | 3º                   | 4º                   | 3º                   | 3º                   | 2º                   | Jonatas 5, Rafael 6    |
| Perri & Maristela  | Casados        | 1º                   | 3º                   | 4º                   | 4º                   | 3º                   | 1º                   | 1º                   | 4º                   | 1º                   | 2º                   | 2º                   | 1º                   | 3º5                  | Perri 6, Maristela 5   |
| Jorge & Sílvia     | Casados        | 4º                   | 7º                   | 5º                   | 7º                   | 5º²                  | 5º                   | 3º                   | 5º                   | 2º                   | 1º                   | 4º                   | 4º4                  |                      | Jorge 6, Sílvia 4      |
| Débora & Daniela   | Irmãs          | 8º                   | 5º                   | 7º                   | 3º                   | 7º                   | 4º                   | 2º                   | 1º                   | 5º                   | 5º                   |                      |                      |                      | Débora 6, Daniela 3    |
| Andréa & Luciana   | Irmãs          | 9º                   | 8º                   | 6º                   | 6º                   | 1º                   | 7º                   | 6º3                  | 6º                   |                      |                      |                      |                      |                      | Andréa 5, Luciana 2    |
| Milene & Jaqueline | Amigas         | 5º                   | 2º                   | 8º                   | 8º                   | 6º²                  | 6º                   | 7º                   |                      |                      |                      |                      |                      |                      | Milene 4, Jaqueline 2  |
| Mari Lice & Tâmisa | Mãe e Filha    | 6º                   | 6º                   | 3º                   | 2º                   | 8º                   |                      |                      |                      |                      |                      |                      |                      |                      | Mari Lice 2, Tâmisa 2  |
| Carlos & Eduardo   | Pai e Filho    | 7º                   | 9º                   | 1º                   | 9º                   |                      |                      |                      |                      |                      |                      |                      |                      |                      | Carlos 2, Eduardo 1    |
| Narciso & Marcelo  | Namorados      | 10º                  | 10º                  |                      |                      |                      |                      |                      |                      |                      |                      |                      |                      |                      | Narciso 1, Marcelo 1   |
| Sandro & Daniel    | Primos         | 11º                  |                      |                      |                      |                      |                      |                      |                      |                      |                      |                      |                      |                      | Sandro 0, Daniel 1     |

Nota 1: No trecho 3, os dois membros de todos os times exceto Carlos & Eduardo (que utilizaram o passe livre), realizaram o obstáculo juntos e receberam uma penalidade de 30 minutos. Logo, esse bloqueio não foi contado.
Nota 2: Jorge & Sílvia e Milene & Jaqueline chegaram em 4º e 5º lugar no trecho 5, respetivamente. Porém, por terem tomado um atalho ilegal dirigindo na contra-mão, ambos receberam uma penalidade de 25 minutos no início do trecho 6, partindo em 5º e 6º no trecho 6.
Nota 3: Andréa & Luciana chegaram em 5º, e receberam uma penalidade de 30 minutos por estarem marcadas para eliminação e não chegarem em 1º no pit stop. Somente Patrícia & Sane fizeram o check-in (aproximadamente 10 minutos) antes da penalidade terminar, caindo assim para 6º.
Nota 4: Jorge & Sílvia chegaram em 3º, e receberam uma penalidade de 30 minutos por estarem marcados para eliminação e não chegarem em 1º. Porém, eles não cumpriram toda a penalidade, pois Jónatas e Rafael fizeram o check-in menos de 4 minutos antes da penalidade terminar.
Nota 5: Perri & Maristela desistiram de umas das provas da final, e foram sumariamente eliminados.
- Vermelho significa que o time foi eliminado.
- Verde significa que o time conquistou o Passe Livre.
- Um > amarelo significa que o time usou o passe de espera; < significa que o time recebeu o passe de espera; <> significa que o trecho teve um passe de espera que não foi utilizado.
- Rosa significa que o time chegou ao pit stop em último em um trecho não eliminatório e foram "marcados para eliminação", que significa que se o time não chegasse em 1º no próximo pit stop, receberia uma penalidade de 30 minutos.

### Primeira etapa
- Data de exibição: 13 de outubro de 2007
- Largada: Parque do Ibirapuera, SP
- Caminho: Rio de Janeiro, RJ / Niterói, RJ / Petrópolis, RJ
- Pit stop: Palácio de Cristal (Petrópolis)
- Dinheiro: R$ 230,00

#### Ordem de chegada
- 01. Perri e Maristela (prêmio: viagem para Buenos Aires, Argentina)
- 02. Jónatas e Rafael
- 03. Patrícia e Sane
- 04. Jorge e Sílvia
- 05. Milene e Jacqueline
- 06. Mari Lice e Tâmisa
- 07. Carlos e Eduardo
- 08. Débora e Daniela
- 09. Andréa e Luciana
- 10. Marcelo e Narciso
- 11. Sandro e Daniel - Eliminados

### Segunda etapa
- Data de exibição: 20 de outubro de 2007
- Caminho: Ouro Preto, MG / Mariana, MG / Santa Bárbara, MG
- Dinheiro: R$: 200,00

#### Ordem de chegada
- 01. Jonathas e Rafael (prêmio: 3 noites e 4 dias em Salvador)
- 02. Milene e Jacqueline
- 03. Perri e Maristela
- 04. Patrícia e Sane
- 05. Débora e Daniela
- 06. Mari Lice e Tâmisa
- 07. Jorge e Sílvia
- 08. Andréa e Luciana
- 09. Carlos e Eduardo
- 10. Marcelo e Narcíso - Eliminados

### Terceira etapa
- Data de exibição: 27 de outubro de 2007
- Caminho: Bahia
- Pit Stop
- 1- Carlos e Eduardo*
- 2- Patrícia e Sane
- 3- Mari Lice e Tâmisa
- 4- Perri e Maristela
- 5- Jorge e Sílvia
- 6- Andréa e Luciana
- 7- Débora e Daniela
- 8- Milene e Jacqueline
- 9- Jónatas e Rafael Não Eliminatório, mas deverão chegar em primeiro para não cumprir uma pena de 30 minutos no próximo pit stop
- Obs: Carlos e Eduardo, foram os primeiros pois completaram a prova do passe-livre, obtendo este

### Quarta etapa
- Data de Exibição: 3 de novembro de 2007
- Caminho: Maceió, AL, Pajuraçara, AL, Marechais, AL, Recanto do Paraíso, AL, Piaçabuçu, AL, Penedo, AL
- 1- Jónatas e Rafael
- 2- Mari Lice e Tâmisa
- 3- Débora e Daniela
- 4- Perri e Maristela
- 5- Patrícia e Sane
- 6- Andréa e Luciana
- 7- Jorge e Sílvia
- 8- Milene e Jacqueline
- 9- Carlos e Eduardo Eliminados

### Quinta etapa
- Data de Exibição:10 de novembro de 2007
- Caminho: Natal, RN, Maracajaú, RN, Forte dos Reis Magos, RN
- Pit Stop
- 1- Andréa e Luciana
- Prêmio: 3 noites e 4 dias em Angra dos Reis, RJ
- 2- Jónatas e Rafael
- 3- Perri e Maristela
- 4- Jorge e Sílvia
- 5- Milene e Jacqueline
- 6- Patrícia e Sane
- 7- Débora e Daniela
- 8- Mari Lice e Tâmisa Eliminadas

### Sexta etapa
- Data de Exibição: 17 de novembro de 2007
- Caminho: Morro Branco, CE, Fortaleza, CE, Aquiraz, CE
- Pit Stop
- 1- Perri e Maristela
- Prêmio: 3 noites e 4 dias em um dos hotéis mas luxuosos do Brasil
- 2- Jónatas e Rafael
- 3- Patrícia e Sane
- 4- Débora e Daniela
- 5- Jorge e Sílvia
- 6- Milene e Jacqueline
- 7- Andréa e Luciana Não Eliminatório, mas deverão chegar em primeiro para não cumprir uma pena de 30 minutos no próximio pit stop
- Andréa e Luciana estavam indo ao pit stop em 4º lugar, mas foram assaltadas. Denunciaram, e foram presos 2 dos 3 ladrões, pois foram reconhecidos por elas. Acabaram perdendo posições, mas não desistiram.

### Sétima etapa
- Data de Exibição: 24 de novembro de 2007
- Caminho: Manaus, AM, Presidente Figueiredo, AM, Encontro das Águas, AM, Novo Ayrão, AM
- Pit Stop
- 1- Perri e Maristela
- Prêmio: 3 noites e 4 dias em Curitiba, hospedados em um dos hotéis mais luxuosos do Brasil
- 2- Débora e Daniela
- 3- Jorge e Sílvia
- 4- Jónatas e Rafael
- 5- Patrícia e Sane
- 6- Andréa e Luciana
- 7- Milene e Jacqueline Eliminadas
- Andréa e Luciana eram as quintas, mas como não chegaram em primeiro cumpriram pena de 30 minutos, ficando assim, em sexto lugar